# Università della Florida

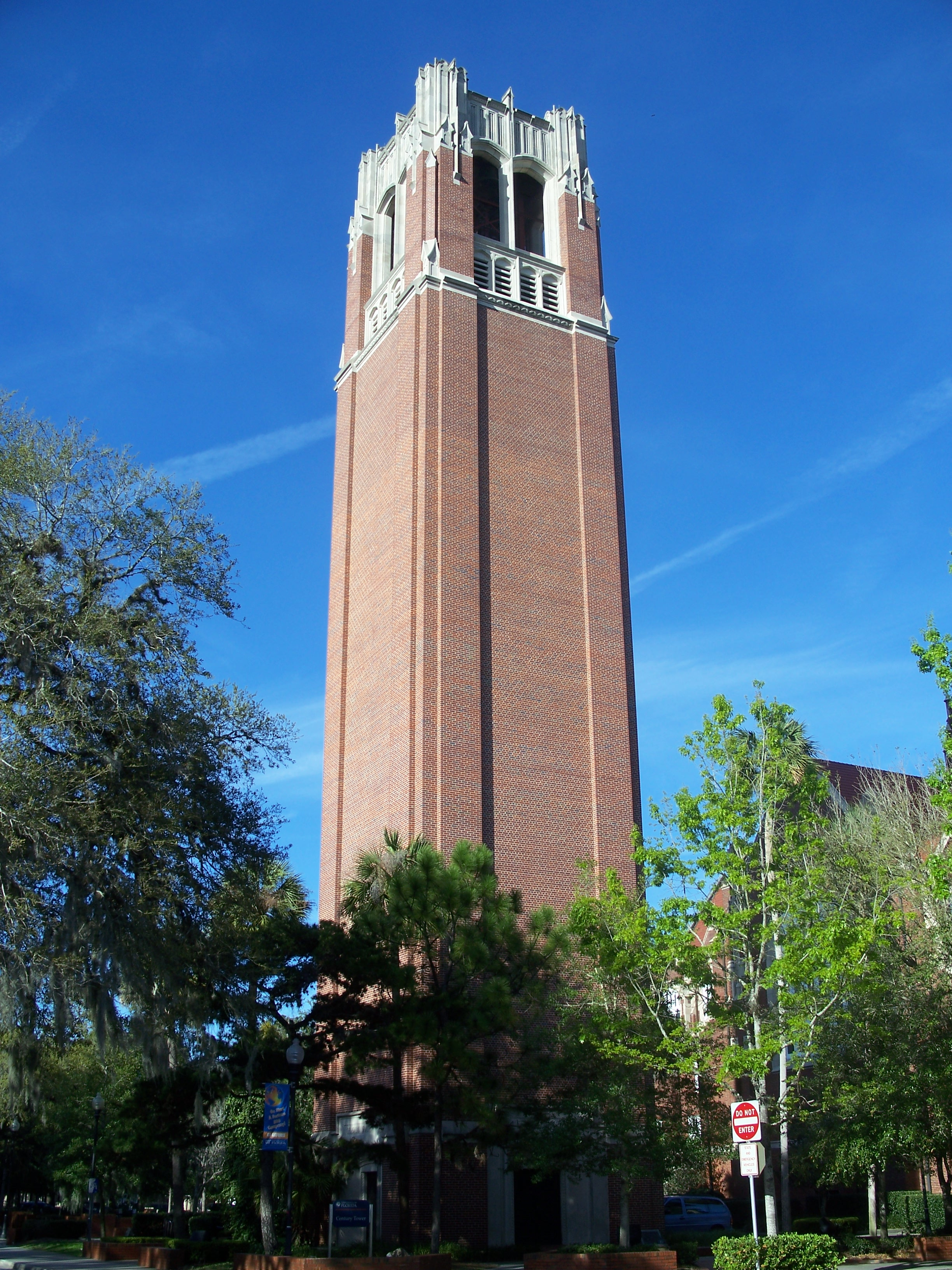
La Century Tower, costruita nel 1953 come tributo agli studenti caduti durante le guerre mondiali.

L'Università della Florida (University of Florida) è una delle università più famose e più prestigiose degli Stati Uniti. Fondata nel 1853, è situata a Gainesville, in Florida. L'università accoglie circa 49 680 studenti a tempo pieno, e impiega circa 4 550 fra professori e altri impiegati.
Fa parte dello State University System of Florida (SUSF), un gruppo di istituzioni dedite all'insegnamento e alla ricerca scientifica gestito dallo Stato della Florida.

## Storia
L'Università della Florida nasce nel 1853, quando l'East Florida Seminary, una delle quattro istituzioni che la precedettero, fu fondata a Ocala, nella Contea di Marion (Florida).
Il 6 gennaio 1853, il governatore della Florida Thomas Brown firmò una legge che forniva sostegno pubblico all'istruzione superiore nello Stato della Florida.
L'educatore Gilbert Dennis Kingsbury fu il primo a beneficiare della nuova legge e istituì l'East Florida Seminary,
prima istituzione di istruzione superiore sovvenzionata dallo Stato in Florida.
Henry James Roper, educatore del North Carolina e senatore dello Stato della Contea di Alachua, istituì una scuola, la Gainesville Academy, circa nello stesso periodo. Nel 1866, quando l'East Florida Seminary chiuse durante la guerra civile americana,
Roper offrì la sua terra e la sua scuola allo Stato della Florida, in cambio del trasferimento dell'East Florida Seminary a Gainesville.
Il secondo principale precursore dell'University of Florida fu il Florida Agricultural College, fondato a Lake City da Jordan Probst nel 1884. Il Florida Agricultural College fu il primo college dello Stato costruito su terreno pubblico, beneficiando dei Morrill Acts.
Nel 1903, il governo della Florida, desiderando espandere l'immagine e i programmi al di là degli originari studi di agricoltura e ingegneria, cambiò il nome del Florida Agricultural College in University of Florida, nome che la scuola avrebbe tenuto per solo due anni.

### University of the State of Florida
Nel 1905, il Buckman Act, determinò la riorganizzazione dei college. Il membro del governo della Florida che scrisse la legge, Henry Holland Buckman (1858–1914), verrà ricordato nel nome di uno degli edifici più vecchi dell'università, il Buckman Hall.
Il Buckman Act riorganizzò lo State University System of Florida e istituì il Florida Board of Control (1905-1965).
La sua legge inoltre autorizzò la fusione delle quattro preesistenti istituzioni sostenute dallo Stato nella nuova University of the State of Florida: l'University of Florida at Lake City (ex Florida Agricultural College) di Lake City, l'East Florida Seminary di Gainesville, la Saint Petersburg Normal and Industrial School di Saint Petersburg (Florida) e il South Florida Military College di Bartow.

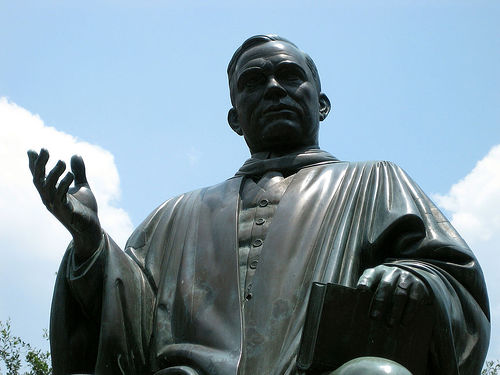
Statua di Albert Murphy, il secondo presidente della università.

Il Buckman Act inoltre riorganizzò i college e le scuole in tre enti separati per razza e sesso, l'University of the State of Florida per uomini bianchi, il Florida Female College per donne bianche, e la State Normal School for Colored Students per afro-americani uomini e donne.
La città di Gainesville, guidata dal suo sindaco William Reuben Thomas, si candidò per essere la sede della nuova università.
Il 6 luglio 1905, la commissione di controllo scelse Gainesville per il nuovo campus universitario. Andrew Sledd, presidente della preesistente University of Florida at Lake City fu scelto per essere il primo presidente della nuova University of the State of Florida. L'anno accademico 1905-1906 fu un anno di transizione, la nuova University of the State of Florida era legalmente creata, ma restò nel campus della vecchia università della Florida a Lake City fino a quando gli edifici del nuovo campus a Gainesville non furono completati. L'architetto William A. Edwards progettò i primi edifici ufficiali del campus in stile Collegiate Gothic. Le lezioni iniziarono nel nuovo campus di Gainesville, il 26 settembre 1906 con 102 studenti.
Nel 1909, il nome della scuola fu ufficialmente semplificato da "University of the State of Florida" a "University of Florida."
L'alligatore fu casualmente scelto come mascotte della scuola nel 1911, dopo che un fornitore locale ordinò e vendette gagliardetti della scuola con un alligatore impresso su di esse. I colori della scuola, arancio e blu, si ritiene che siano derivati dai colori bianco e blu della University of Florida at Lake City e l'arancio e nero dell'East Florida Seminary di Gainesville.

### Riorganizzazione del college
Nel 1909, Albert Murphy fu nominato secondo presidente dell'università, e organizzò vari college dell'università, aumentò le iscrizioni da meno di 200 a oltre 2 000 e fu determinante nella fondazione della honor society studentesca Florida Blue Key. Murphy è l'unico presidente dell'University of Florida onorato con una statua nel campus.

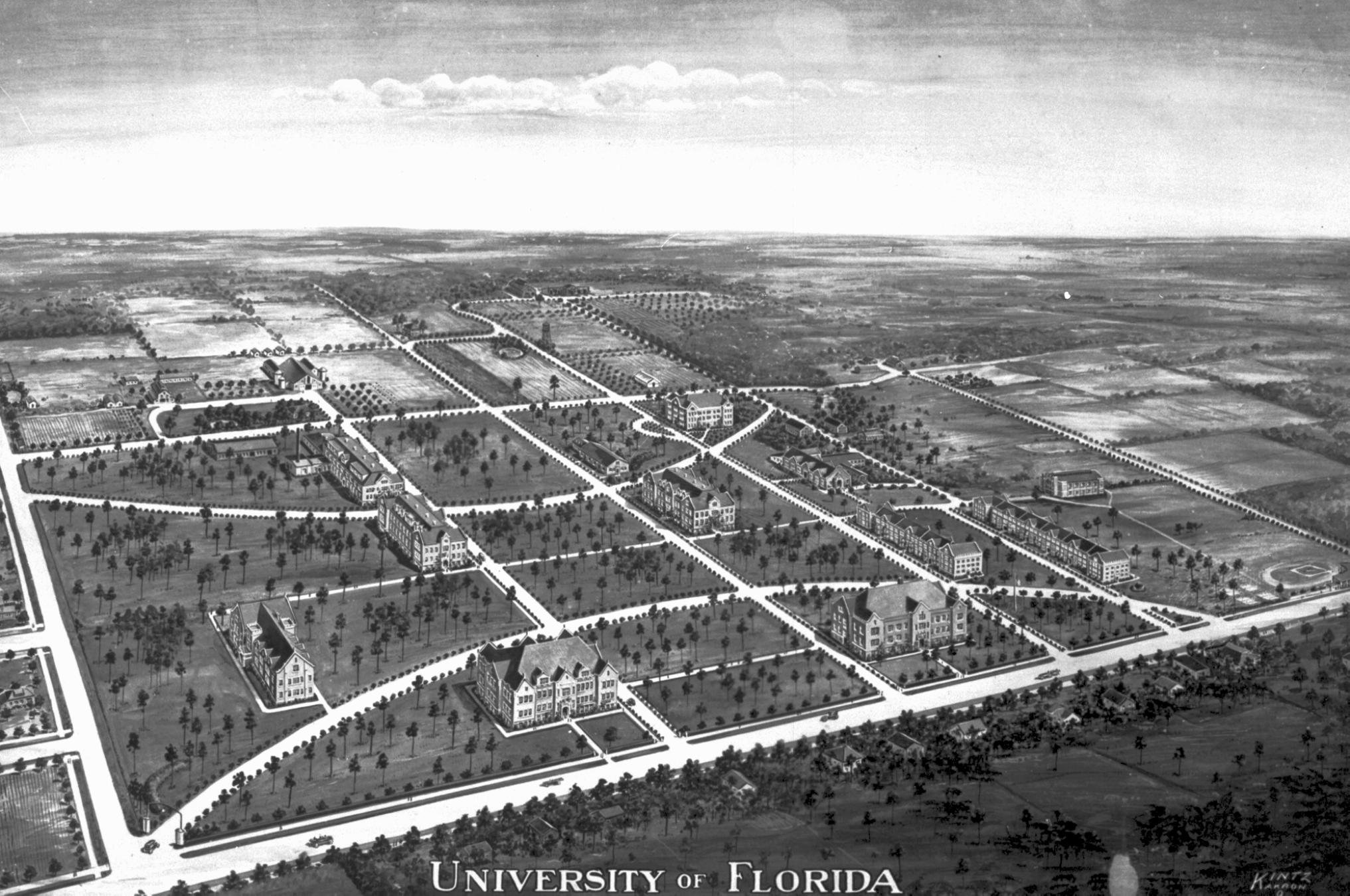
Il campus dell'University of Florida nel 1916.

Nel 1924, l'assemblea legislativa della Florida autorizzò le donne di "età matura" (di almeno 21 anni) che avevano completato sessanta ore semestrali in una "istituzione educativa rispettabile" ad iscriversi durante i semestri regolari presso l'University of Florida in corsi che non erano disponibili presso il Florida State College for Women. Prima, solo il semestre estivo era misto, per accogliere gli insegnanti donne che volevano migliorare la propria istruzione durante la pausa estiva. Lassie Goodbread-Black di Lake City fu la prima donna ad iscriversi alla University of Florida, nella facoltà di agraria nel 1925.
John J. Tigert divenne il terzo presidente dell'università nel 1928. Disgustato dai finanziamenti sottobanco concessi dalle università agli atleti, Tigert istituì i sussidi per l'atletica nei primi anni 1930, che furono la genesi delle moderne borse di studio per l'atletica attualmente elargite dalla National Collegiate Athletic Association.

### Il secondo dopoguerra
A partire dal 1946, aumentò notevolmente l'interesse tra i candidati di sesso maschile che volevano frequentare l'University of Florida, per lo più veterani di ritorno dalla seconda guerra mondiale che potevano frequentare il college in virtù del GI Bill of Rights (Servicemen's Readjustment Act del 1944). Incapace di adattarsi immediatamente a questa maggiore domanda, la commissione di controllo della Florida aprì la Tallahassee Branch of the University of Florida nel campus della Florida State College for Women a Tallahassee.
Entro la fine dell'anno scolastico 1946-1947, 954 uomini si iscrissero presso la sede di Tallahassee. Il semestre successivo, i legislatori della Florida riportarono il Florida State College for Women allo status di scuola mista e la rinominarono Florida State University. Questa sequenza di eventi portò anche all'apertura di tutti i college che componevano l'University of Florida alle studentesse. Agli studenti afroamericani fu permesso di iscriversi a partire dal 1958. L'ospedale Shands fu inaugurato nel 1958
con la University of Florida College of Medicine e fu annesso College of Pharmacy, istituito in precedenza. Una rapida espansione del campus iniziò negli anni 1950 e continua fino ai giorni nostri.

### Rilievo nazionale e internazionale
Nel 1985, l'University of Florida fu invitata a diventare membro della Association of American Universities (AAU), un'organizzazione composta attualmente da sessantatré importanti università di ricerca pubbliche e private degli Stati Uniti e del Canada. L'University of Florida è una delle sole diciassette università pubbliche, land-grant, che appartiene all'AAU. Nel 2009, il presidente Bernie Machen e il consiglio di amministrazione dell'Università della Florida annunciarono una politica di cambiamenti importanti per l'università. Il Consiglio di Fondazione ha ridotto il numero di laureandi e lo spostamento di risorse finanziarie e altre risorse accademiche per l'istruzione dei laureati e la ricerca.
L'Università della Florida ha continuato a salire nelle classifiche di college e università di U.S. News & World Report. Nel 2001, la Florida, è stata etichettata come "Ivy pubblica" e classificata seconda nel "Best Buys of Education" per il 2009 di Kiplinger (dietro la Università della Carolina del Nord a Chapel Hill).
U.S. News & World Report classifica attualmente l'università come la quarantasettesima tra le migliori università nazionali; i responsabile politici dello Stato, gli amministratori universitari e gli alunni della Florida lavorando attivamente per far salire l'università tra le prime 10 università pubbliche.

## Ammissioni
Nel 2007, 24 040 studenti hanno richiesto l'ammissione alla UF per l'anno accademico 2007-2008, più di ogni altra università americana, e 10 294 studenti sono stati accettati, una percentuale del 42%.
La media GPA e il punteggio SAT sono rispettivamente del 4,15 e di 1 305.
La UF attualmente si posiziona prima nel sistema universitario Florida in quanto a selettività degli studenti, percentuali di laureati e di abbandoni.

## Elenco facoltà
- Biologia
- Geologia
- Geobiologia
- Geofisica
- Storia
- Inglese
- Storia e Filosofia della scienza
- Biofisica
- Computazione e sistemi neurali
- Scienze e ingegneria dell'ambiente
- Geobiologia e Astrobiologia
- Geochimica
- Scienze del pianeta
- Chimica
- Economia
- Economia aziendale e management
- Scienze sociali
- Fisica
- Matematica
- Astronomia
- Biochimica
- Bioingegneria
- Ingegneria chimica
- Aeronautica
- Matematica computazionale e applicata
- Meccanica applicata
- Fisica applicata
- Ingegneria civile
- Computer science
- Ingegneria elettrica
- Scienze dei materiali
- Ingegneria meccanica
- Architettura

## Sport

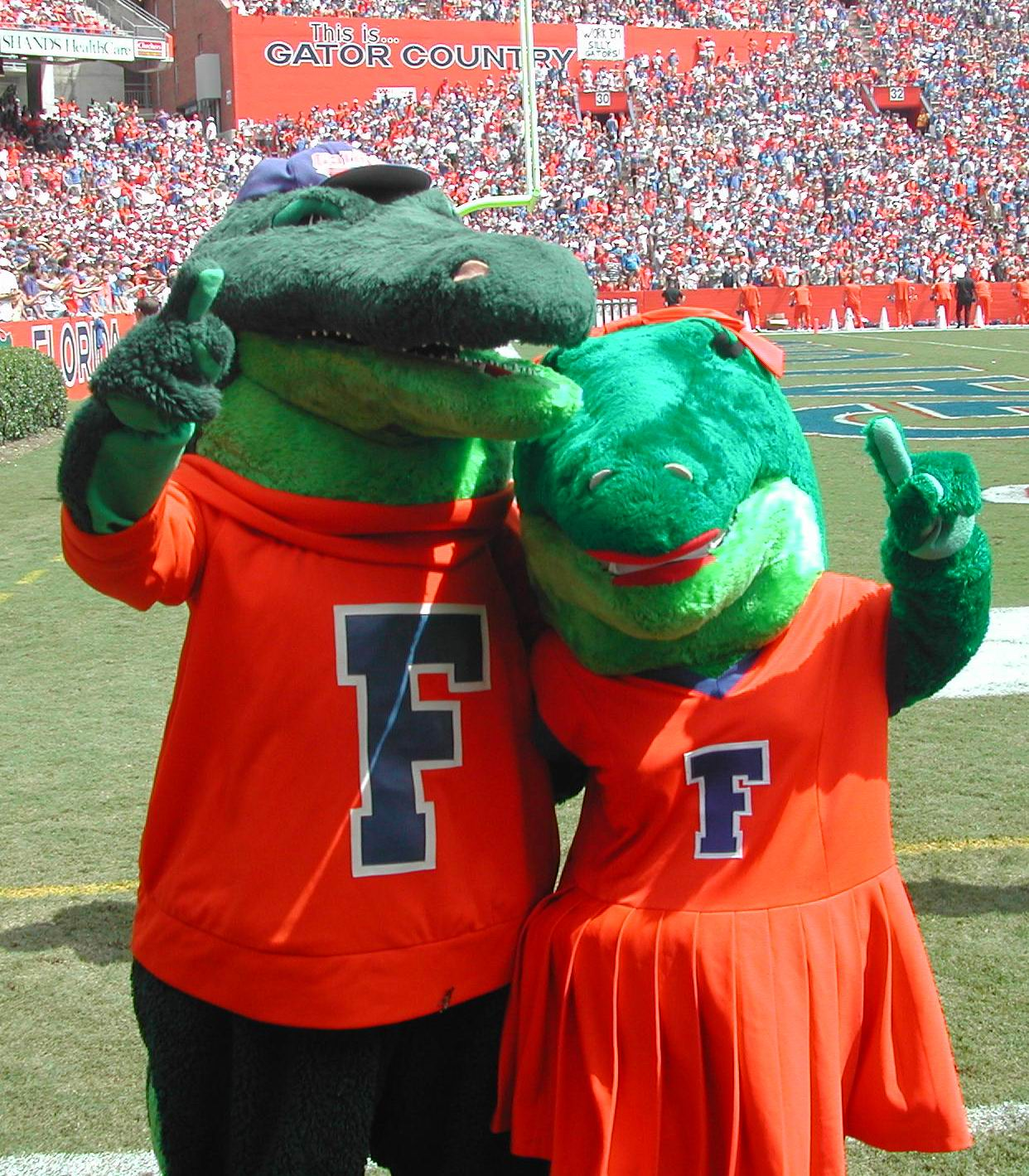
Albert e Alberta, i due alligatori mascotte della squadra sportiva.

I Florida Gators fanno parte della NCAA Division I, e sono affiliati alla potente SEC Conference. Gli sport principali sono il football e il basket.
La squadra di football americano, attiva dal 1906, è particolarmente celebre, essendo una delle più vincenti della nazione. Ha conquistato tre titoli nazionali (1996, 2006, 2008), 8 titoli della prestigiosa SEC Conference ed è la squadra che ha vinto più incontri di football universitario in tutti gli Stati Uniti dal 1990. Il loro campo casalingo, il Ben Hill Griffin Stadium, familiarmente chiamato "La Palude" (The Swamp), per il clima torrido della Florida centrale e perché il nickname della squadra significa "alligatori", può ospitare 88 000 spettatori.
La nota bevanda energetica Gatorade nacque qui nel 1965 e prese il nome e i colori del logo dai Gators.